# Гаген, Николай Александрович
Никола́й Алекса́ндрович Га́ген (11 (23) марта или 12 (24) марта 1895, посёлок Лахта, ныне Приморский район (Санкт-Петербург) — 20 мая 1969, Москва) — советский военачальник, Гвардии генерал-лейтенант.

## Семья, детство и юность
Первые сведения о роде Гагенов (Хагенов) (нем. Hagen) относятся к концу XVIII века, когда в 1794 году в имении барона фон Будберга близь Венден (Цесис), Лифляндской губернии, в семье мельника-арендатора Эрнста Андреаса Хагена и его жены Христины Доротеи ур. Буш родился Август Маттиас Хаген — будущий художник, один из признанных представителей немецкой романтической школы пейзажистов, картины которого украшают многие музеи Европы, включая Государственный Эрмитаж в Санкт-Петербурге.
Известно, что в юные годы молодой художник предпринял многолетнее путешествие по разорённой долгими Наполеоновскими войнами Европе. В Баварском городе Пассау он женился на Иоганне ур. фон Паумгартен (1802—1885). Здесь же в Пассау 1823 году родился их первенец — дед будущего генерала — Карл Август Гаген.
О Карле Гагене известно лишь то, что после окончания в 1851 году Дерптского университета, он всю жизнь служил провизором сначала в Москве, а затем в Старом Быхове Могилёвской губернии, где держал собственную аптеку. В Быхове вместе с женой Эмилией ур. Веллинг они родили 8 детей из которых младший сын Александр появился на свет в 1864 году.
Александр окончил Мариинское земельное училище в Саратовской губернии, после чего работал учёным управителем в разных губерниях. С 1893 года он управлял усадьбой «Охотничий Замок» графа Стенбок-Фермора, в посёлке Лахта в предместье Санкт-Петербурга, затем поблизости, в Сестрорецке участвовал в строительстве местного курорта. Ему было даровано потомственное почётное гражданство.
7 мая 1893 года Александр Карлович женился на Вере Ивановне Орловой, уроженке Санкт-Петербурга. Она была хорошо образована, владела французским и немецким языками. Венчание проходило в Каменноостровской церкви по православному обряду, хотя сам Александр Карлович принял православие позже, в 1913 году, после смерти своей старшей дочери Евгении. В 1901 году вся семья перебралась в село Промзино Алатырского уезда Симбирской губернии, где Александр Карлович стал управляющим имением графа Рибопьера.
Здесь в Промзино и прошли юные годы Николая и двух его сестёр: Евгении 1898 года рождения и Зои 1904 года рождения. По достижении 15-летнего возраста Николай Отправился в Алатырь, где с 1910 по 1915 гг. учился в Алатырском реальном училище.

## Первая мировая война
Во время Первой мировой войны, в июне 1915 года Николай Александрович бросает училище и записывается добровольцем в Русскую императорскую армию. В июле его направили в Казань, в 94-й пехотный запасной батальон Казанского военного округа. С августа учился в 3-й Киевской школе прапорщиков, окончил её и произведён в чин прапорщика 15 декабря 1915 года. По окончании школы зачислен в 198-й запасной пехотный батальон в Коломне.
14 января 1916 года был направлен на Западный фронт в состав 20-го пехотного Галицкого полка 5-й пехотной дивизии, полк действовал в районе Барановичи — Ляховичи. В марте получил контузию и острое отравление боевыми газами. В итоге оказался в госпитале в Москве, потом под Самарой. В июле вернулся в полк. В декабре 1916 года он приехал в отпуск уже ротным командиром. С начала 1917 года служил младшим офицером команды траншейных орудий полка. С мая по август был преподавателем траншейно-гранатомётной школы при 2-й армии, затем вернулся в полк и назначен командиром команды траншейных орудий, затем исполняющим должность командира батальона.
В ноябре 1917 года ему был присвоен за отличия чин штабс-капитана. В условиях разложения царской армии в декабре 1917 года был выбран адъютантом дивизии. Во время германской интервенции в Россию в феврале 1918 года Н. А. Гаген попал в плен вместе со штабом дивизии и был направлен в лагеря военнопленных Деньгольм и Прейсиш-Фхолланд в Пруссии. Домой вернулся в декабре 1918 года с сильно подорванным здоровьем.
Жил у родителей в селе Промзино Алатырского уезда. В январе 1919 года назначен командиром местного отряда Красной Гвардии, с которым участвовал в подавлении Сенгилеевского восстания. С апреля работал в отделе народного образования в городе Алатырь.

## Гражданская война и межвоенный период
После возвращения из плена принял сторону Советской власти. В Красной Армии с июня 1919 года. Во время Гражданской войны служил в Симбирском запасном батальоне, с августа командовал взводом и ротой в Симбирских пехотных курсах. С февраля 1921 года затем был командиром батальона и помощником командира особого Симбирского стрелкового полка. Принимал участие в подавлении Петропавловского восстания белоказаков в 1921 году.
12 февраля 1920 года Николай Александрович женился на Елизавете Григорьевне Храмовой.
После войны, с мая 1921 — командир батальона Симбирской пехотной школы. С мая 1923 — командир батальона 2-го Симбирского стрелкового полка 1-й Казанской стрелковой дивизии в Приволжском военном округе. С января 1927 по октябрь 1929 — командир батальона и помощник начальника Саратовской школы переподготовки командиров запаса. преподаватель в и в Саратовской школах комсостава запаса. В марте 1929 года окончил Высшую военно-педагогическую школу РККА в Ленинграде. С марта 1929 года — вновь командир учебного батальона и преподаватель тактики в Саратовской школе комсостава запаса. С мая 1930 — командир 96-го стрелкового полка 32-й стрелковой дивизии Приволжского ВО. С сентября 1931 года командовал 157-м стрелковым полком в 53-й стрелковой дивизии, а в апреле 1933 года назначен помощником командира этой дивизии. С сентября 1935 — начальник обозно-вещевого снабжения штаба Приволжского военного округа. С июня 1938 — помощник начальника по учебно-строевой части Казанского пехотного училища. Бывший офицер Императорской армии, немец по национальности, в годы сталинских репрессий Гаген чудом избежал политических преследований, однако эти факторы существенно повлияли на продвижение его по службе.
Член ВКП(б) с 1939 года. В июле 1940 года назначен командиром 153-й стрелковой дивизии, расквартированной в Уральском военном округе.

## Великая Отечественная война
В начале июня 1941 года на базе управления Уральского военного округа (УрВО) была сформирована 22-я армия в составе двух стрелковых корпусов, в один из которых — в 51-й стрелковый корпус — была включена и 153-я стрелковая дивизия полковника Н. А. Гагена. В середине июня части 22-й армии начали переброску в Западный Особый военный округ. Днём 22 июня 1941 года первые эшелоны с частями 153-й стрелковой дивизии начали прибывать в город Витебск в Белорусской ССР. Дивизия заняла оборону южнее и юго-западнее Витебска на широком (около 40 км) фронте.
5 июля 1941 года дивизия приняла свой первый бой против прорывающихся к Витебску частей немецкого 39-го моторизованного корпуса.
После 7-дневных ожесточённых боёв боевые порядки дивизии не были прорваны, после чего немецкие войска обошли её через прорванные позиции соседних частей и продолжили наступление. Дивизия была указана в сообщении немецкого радио как уничтоженная. По советским документам, полковника Гагена успели включить в списки пропавших без вести. Между тем, 153-я стрелковая дивизия, без боеприпасов и горючего, стала пробиваться из кольца. Гаген вывел дивизию из окружения с тяжёлым вооружением, при этом дивизия форсировала Днепр в немецком тылу. После выхода к своим практически без переформирования с 23 августа дивизия стойко держала оборону в районе Ельни.
За проявленную стойкость и героизм во время Ельнинской операции 18 сентября 1941 года приказом Народного Комиссара Обороны № 308 дивизия получила почётное наименование «Гвардейская» и была преобразована в сентябре 1941 года в 3-ю гвардейскую стрелковую дивизию. После пополнения дивизию передали в войска 54-й армии Ленинградского фронта, в которой она вела боевые действия в районе станции Мга Ленинградской области в составе Волховской оперативной группы. Там дивизия обороняла Волхов, а во второй половине декабря перешла в наступление и продвинулась на запад до 70 км, освободив 52 населённых пункта. За успешные действия в ноябре 1941 года Гагену было присвоено звание генерал-майора, а 13 декабря одновременно с командованием дивизией он был назначен командующим Волховской оперативной группой.
С 31.01.1942 по 12.09.1942 и с 21.10.1942 по 25.04.1943 — командир 4-го гвардейского стрелкового корпуса на Ленинградском фронте. Войска корпуса под руководством Н. А. Гагена участвовали в Любанской и Синявинской операциях (причём в последней из них генералу второй раз удалось пробиться из окружения с оружием в руках).
С мая 1943 по октябрь 1944 года — командующий 57-й армией Юго-Западного, Степного, 2-го Украинского, 3-го Украинского фронтов. Во главе этой армии сражался в Курской битве, в Белгородско-Харьковской наступательной операции и в битве за Днепр, в Березнеговато-Снигирёвской, Одесской, Ясско-Кишинёвской и Бухарестско-Арадской наступательной операциях. В конце сентября 1944 года из-за болезни был освобождён от командования и направлен на лечение, но как только здоровье немного восстановилось, вернулся в действующую армию.
С 16 января 1945 года — командующий 26-й армией 3-го Украинского фронта, которая действовала в Будапештской, Балатонской, Венской и Грацско-Амштеттенской операциях.
Участник Парада Победы в Москве 24 июня 1945 года.

## Послевоенный период
Продолжал командовать армией до её расформирования в сентябре 1945 года. В декабре 1945 года Н. А. Гаген назначен командиром 3-го горно-стрелкового Карпатского корпуса в Прикарпатском военном округе. В феврале 1947 года Н. А. Гагена перевели на Дальний Восток заместителем командующего войсками Приморского военного округа по строевой части (штаб в городе Ворошилов-Уссурийский). В 1953 году назначен заместителем командующего войсками Дальневосточного военного округа по военно-учебным заведениям (Хабаровск).
В 1947 году натянутые отношения с женой совсем разладились и Николай Александрович расторгнул брак и женился на Марии Ивановне Соколовой, медработнике его армии. Этот брак также оказался неудачным, но Николай Александрович любил вторую жену до конца жизни. Жили скученно: кроме супругов, ещё сестра Марии Ивановны с двумя девочками. 22 июня 1956 года у Марии Ивановны родилась дочка Марина.
С годами здоровье ухудшалось и в январе 1959 года Н. А. Гаген уволен в отставку по болезни с правом ношения военной формы одежды. Этим же приказом министр обороны Р. Я. Малиновский объявил ему благодарность за долголетнюю и безупречную службу, наградил памятным подарком.
Семья переехала в Москву, получив квартиру в Тушино по Волоколамскому шоссе, 54. В свободное время Николай Александрович гулял с дочкой, ходил в лес, с удовольствием занимался в своём садике-огородике на четырёх сотках.
Здоровье становилось всё хуже, слабело сердце, и 20 мая 1969 года Николай Александрович Гаген ушёл из жизни. Похоронен на Химкинском кладбище.

## Воинские звания
- На июнь 1940 года — полковник;
- С 9 ноября 1941 года — генерал-майор;
- С 28 апреля 1943 года — генерал-лейтенант.

## Награды
- 2 ордена Ленина (9.08.1941, 21.02.1945)[8]
- 4 ордена Красного Знамени (6.02.1942, 19.03.1944, 3.11.1944, 15.11.1950)
- орден Суворова 1-й степени (13.09.1944)
- 2 ордена Кутузова 1-й степени (27.08.1943, 28.04.1945)
- орден Богдана Хмельницкого 1-й степени (20.12.1943)
- орден Суворова 2-й степени (3.02.1943)
- медали СССР
- Рыцарь-Командор ордена Британской империи (Великобритания)[9]
- Орден Партизанской Звезды с золотым венком (Югославия)[10]
- Медаль «Китайско-советская дружба» (КНР)

## Память

Бюст Н. А. Гагену в городе Ельня

- Установлен бюст в городе Ельня (автор Фишман П. А.).
- Установлена мемориальная доска на здании бывшего реального училища в городе Алатырь, в котором он учился (1989).
- Его именем названы улицы в Харькове и в Ульяновске.
- На здании Ульяновского танкового училища установлена памятная доска.

Памятная доска на здании УТУ (Ульяновск)